# 六首艺术歌曲，作品35
六首艺术歌曲（德語：Sechs Lieder；Op.35）是马克斯·雷格为中音人声与钢琴创作的一套六首艺术歌曲。1899年6月和7月，他在贝希特斯加登创作了前五首曲子，同年8月在魏登创作了最后一首曲子。这些作品献给不同的人，同年由Jos. Aibl Verlag在慕尼黑出版。
本作的歌词为五位作者的诗歌：
1. 《卿之目》（费利克斯·丹）
2. 《上苍洒下了一滴泪》（弗里德里希·吕克特）
3. 《穿越黄昏的梦》（奥托·比尔鲍姆）
4. 《紫丁香》（比尔鲍姆）（也有声乐与管弦乐队的配器版本）
5. 《你 亲爱的眼睛》（奥托·罗奎特）
6. 《当月光明照》（邓南遮）[1]

2008年，音乐学家理查德·梅西尔（Richard Mercier）和唐纳德·诺德（Donald Nold）出版了一本关于雷格歌曲的书。他们指出，他选择文本不是基于文学意义，而是基于主题和情绪。作品35的文本共同之处在于它们都是当代作家创作的爱情诗。有些诗歌描绘心爱女人的眼睛，有些则描绘黄昏和夜晚。雷格创作的是独立歌曲，而不是声乐套曲，是从不同的合集中挑选歌曲用于表演。他的大部分歌曲都为通作式的，即便是有时诗节的开头是以相同的素材开始的。他倾向于用使用一个音节对一个音的谱曲方式，因为这样更容易听懂歌词。他的旋律通常需要伴奏才能释放其表现力。复杂的和声支撑起“令人不安”且充满激情的歌词内容。 第一次有记录的演出是1899年11月5日在海德堡举行的演出，由玛丽亚·赫索尔（Maria Hösl）和钢琴家奥托·西利格（Otto Seelig）演绎了本作的第三首歌曲。雷格还将第四首歌改编为人声和管弦乐队版本，并为第3至5首歌编配了人声与簧风琴版本。
该作品是雷格第一部献给不同知名人物的作品，旨在为其宣传。然而，其中一位，路德维希·维尔纳（Ludwig Wüllner），在他的作曲家传记中只提到了这些歌曲，而没有进行详细的分析。
梅西耶和诺尔德指出，本曲集“始终保持着高水平，有着美妙的声音织体和丰富的和声”，且“这些诗中的‘爱’的主题激发了雷格创作出一些最神奇的和音”。
在2016雷格年，慕尼黑音乐学院的学生于5月18日在柏林的一场音乐会上演唱了这些歌曲。萨尔布吕肯音乐学院专注于莫扎特和雷格的室内乐，于6月12日演奏了六首歌曲。